# NPO Sterren NL
NPO Sterren NL is een digitale radiozender van de NPO, verzorgd door de AVROTROS. De zender is via internet en DAB+ te ontvangen en zendt Nederlandse muziek uit.  Het was onder de naam Sterren 24 ook een van de publieke digitale televisiekanalen. 
De radiozender is in 2010 begonnen onder de naam  Sterren.nl Radio. Sinds 2014, toen de letters NPO voor Sterren NL werden toegevoegd, heet de zender 'NPO Sterren NL'. Ter ere van het 15-jarig bestaan in 2025 werd een fandag georganiseerd op 12 april 2025. 
Op vrijdagmiddag tussen 14:00 en 16:00 uur wordt de Sterren NL Top 25 uitgezonden op de zender. De Top 25 wordt op zaterdagmiddag uitgezonden op NPO 1 en op zondagmiddag op Sterren NL herhaald. Deze hitlijst wordt sinds 2019 samengesteld door de Stichting Nederlandse Top 40. 

## Presentatoren
- Corné Klijn (radio)
- Jan Paparazzi (radio)
- Emilie Sleven (radio)
- Perry Kramps (radio)
- Marcel de Vries (radio)
- Jan Smit (radio en tv)
- Lucas van Leeuwen (invaller)

## Tv-programma's
- Sterren NL Top 25
- Muziekfeest op het Plein
- Muziekfeest van het Jaar

## Bron
- Dit artikel of een eerdere versie ervan is (gedeeltelijk) afgesplitst vanaf een ander artikel op de Nederlandstalige Wikipedia, dat onder de licentie Creative Commons Naamsvermelding/Gelijk delen valt. Zie deze pagina voor de bewerkingsgeschiedenis.